# 恩塞勒山脈
40°23′15″N 0°4′15″W / 40.38750°N 0.07083°W

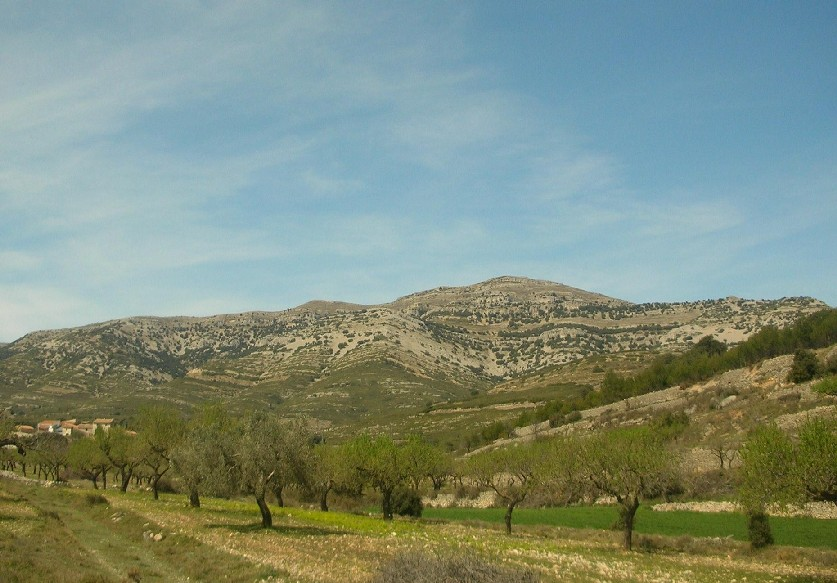

恩塞勒山脈（Serra d'En Celler），是西班牙的山脈，位於華倫西亞自治區，屬於伊比利亞山脈的一部分，最高點海拔高度1,281米，通常在冬季時被冰雪覆蓋，山體由石灰岩組成。